# Frederick McCubbin
Frederick McCubbin (25 de fevereiro de 1855 – 20 de dezembro de 1917) foi um pintor australiano e membro proeminente do movimento artístico da Escola de Heidelberg, também conhecido como impressionismo australiano.

## Obras
"McCubbin cria uma paisagem envolvente e claustrofóbica, ao mal sugerir qualquer horizonte e comprimir o fundo e o centro. Em contraste, as pessoas do campo são retratadas como figuras heroicas."

Galeria
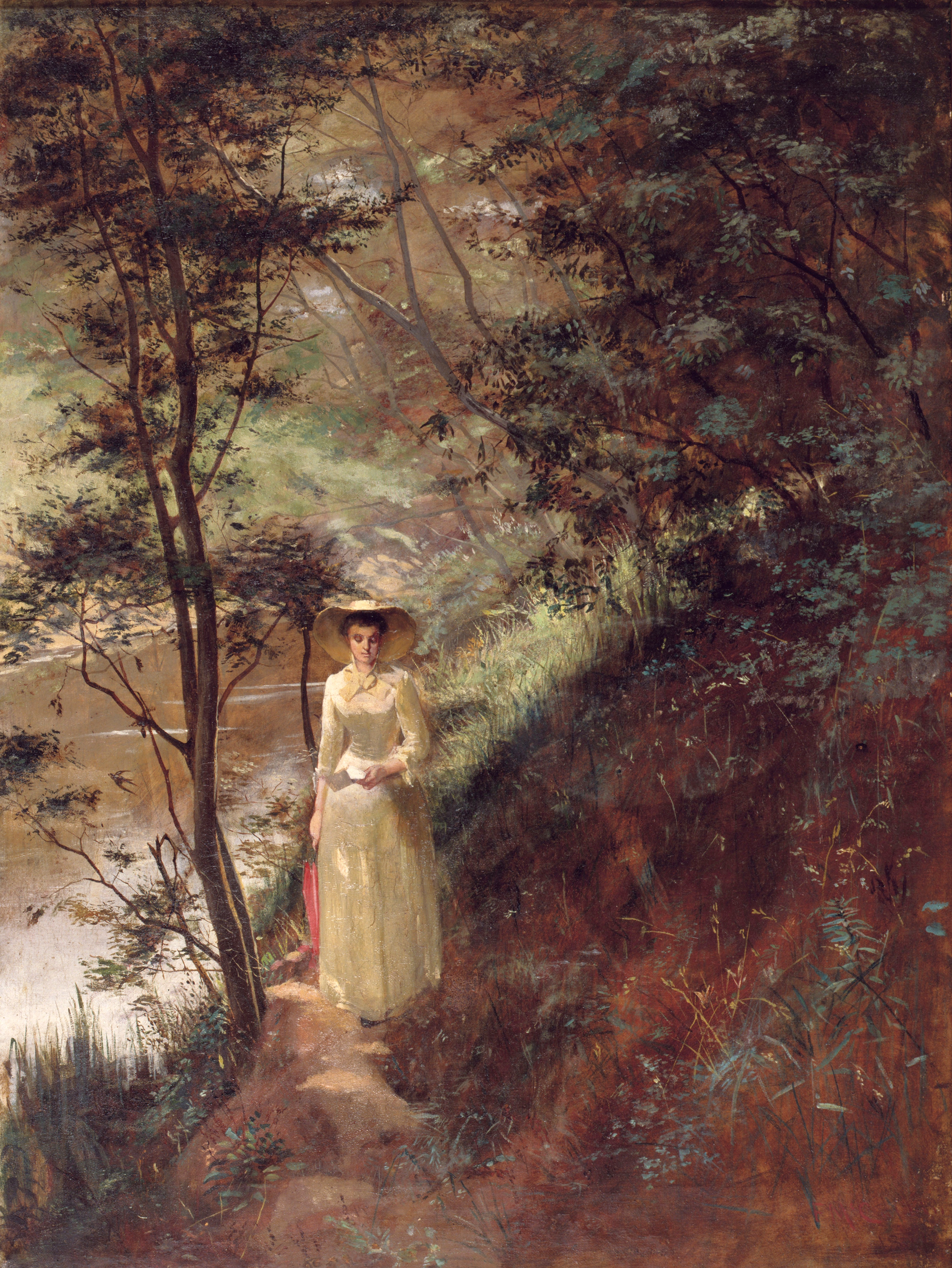
The Letter, 1884
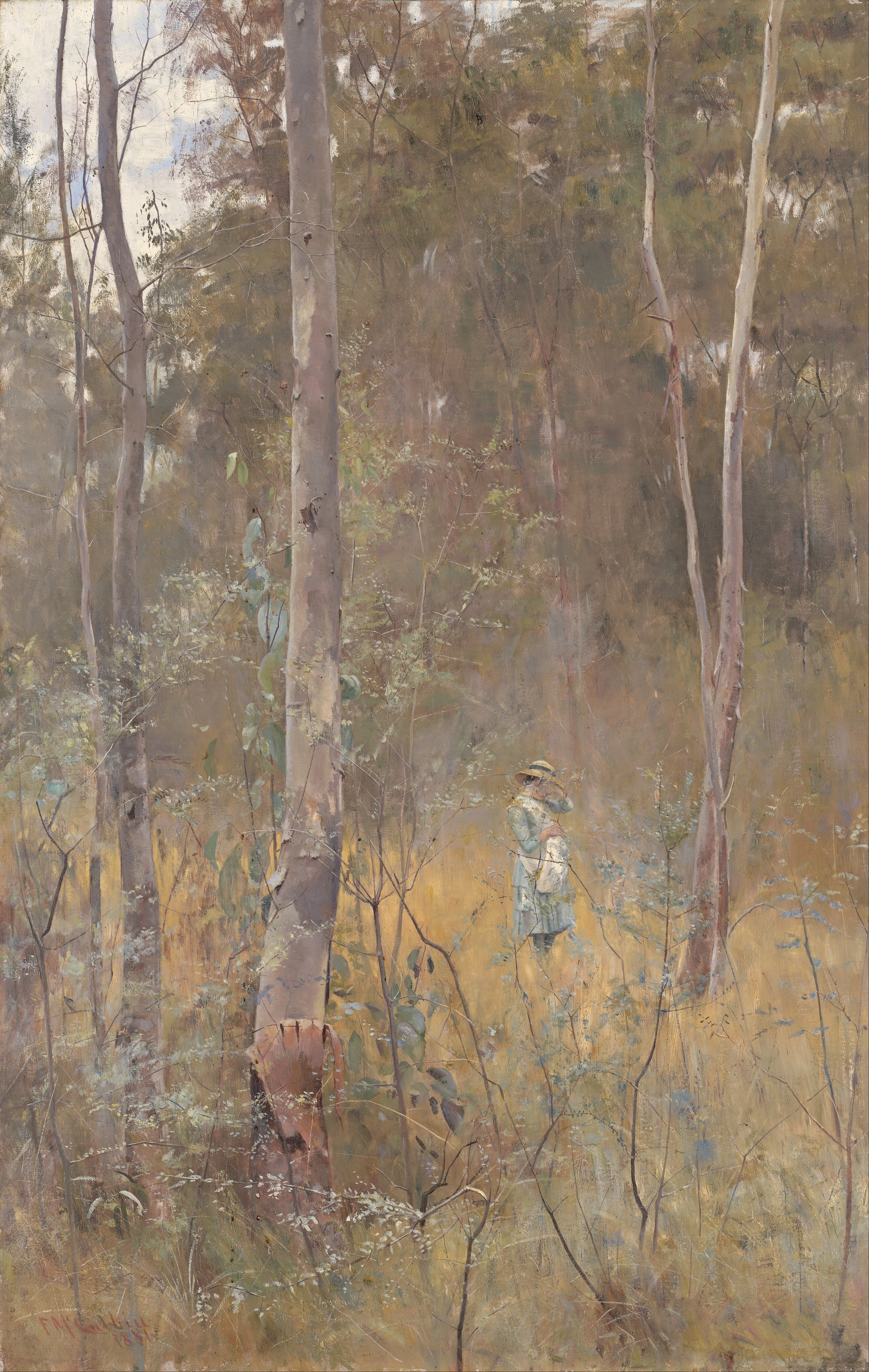
Lost, 1886
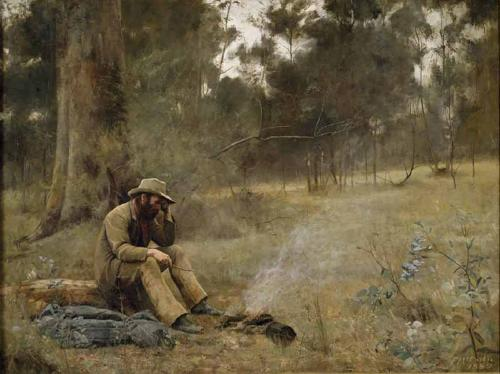
Down on His Luck, 1889
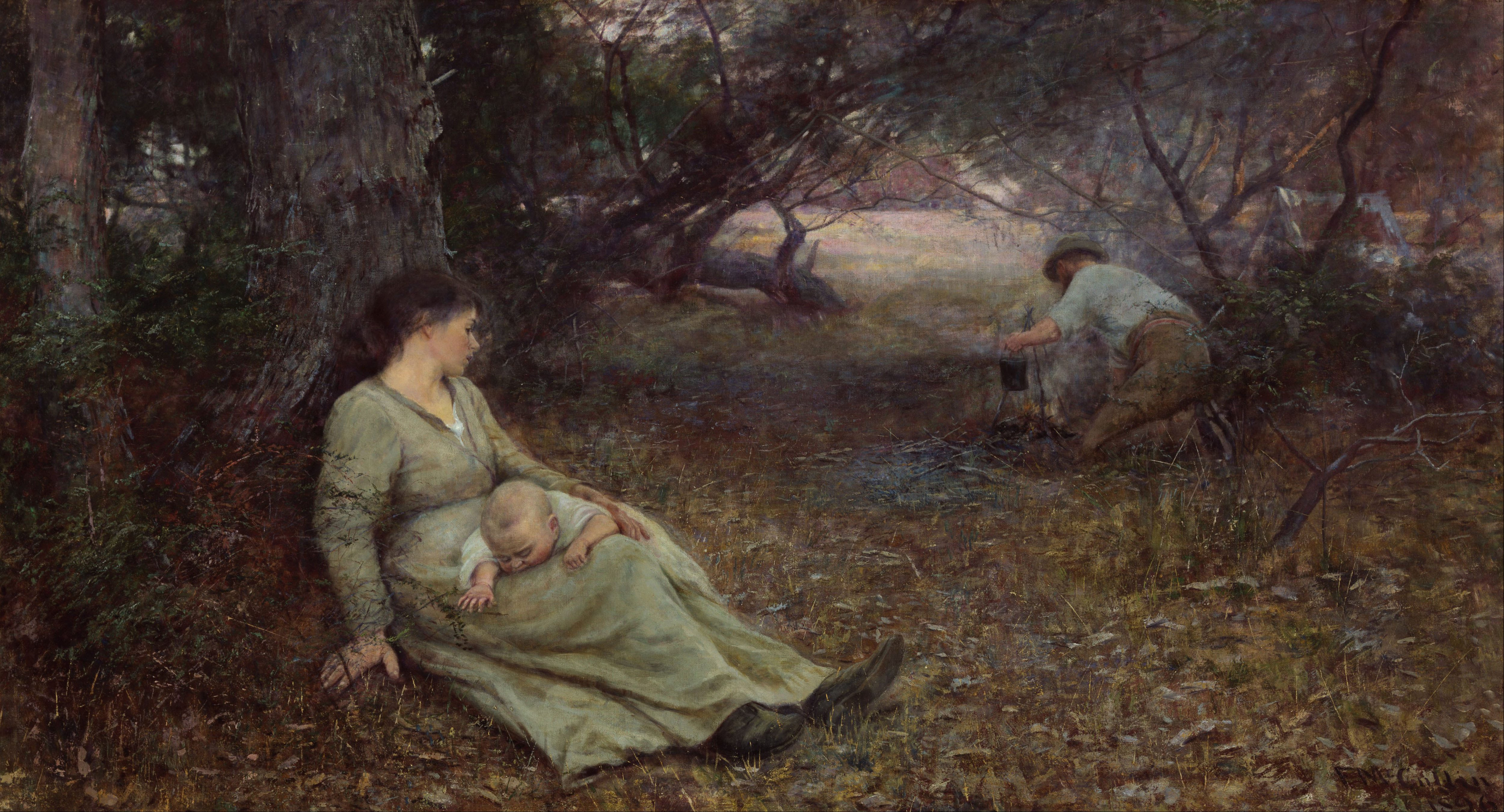
On the Wallaby Track, 1896
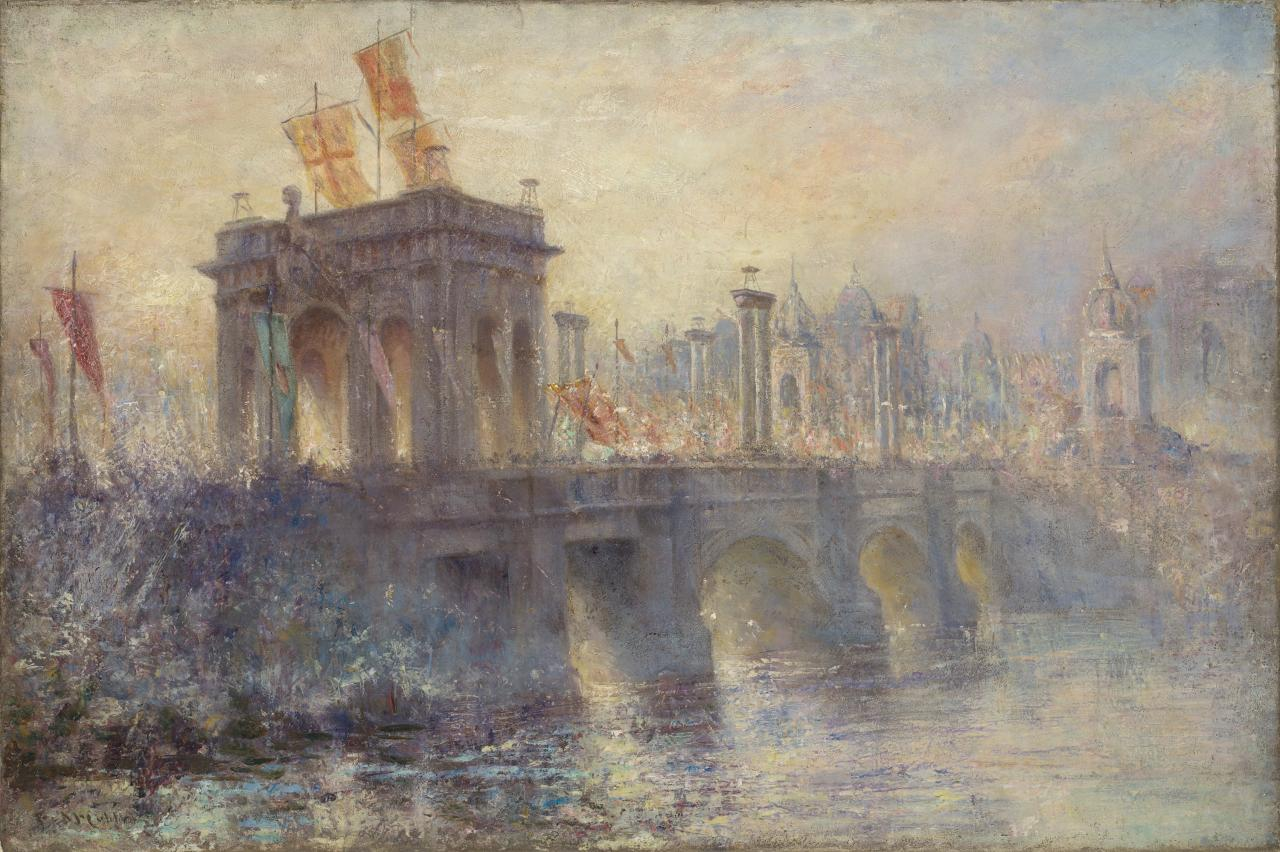
Princes Bridge, 1908
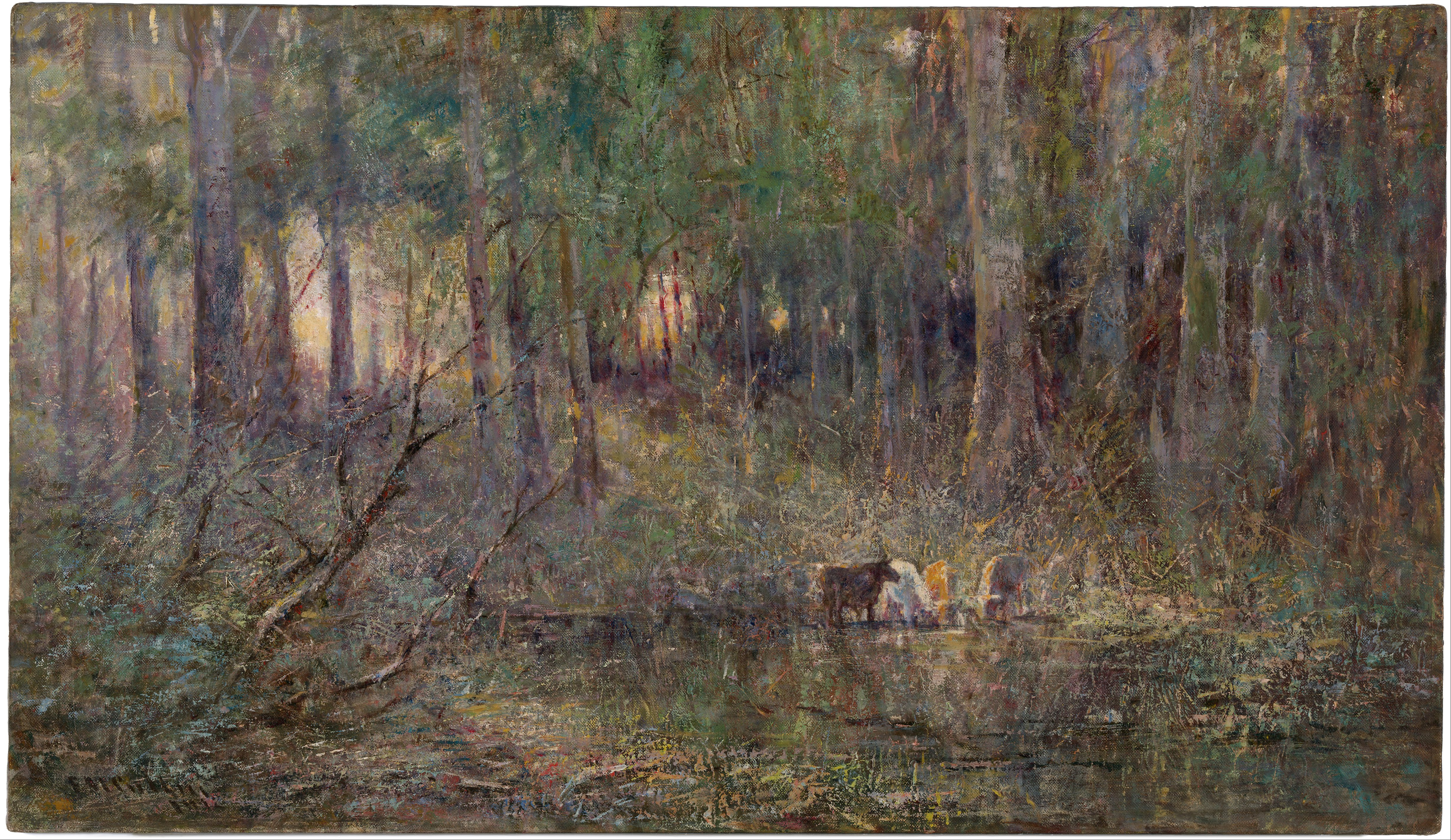
Violet and Gold, 1911
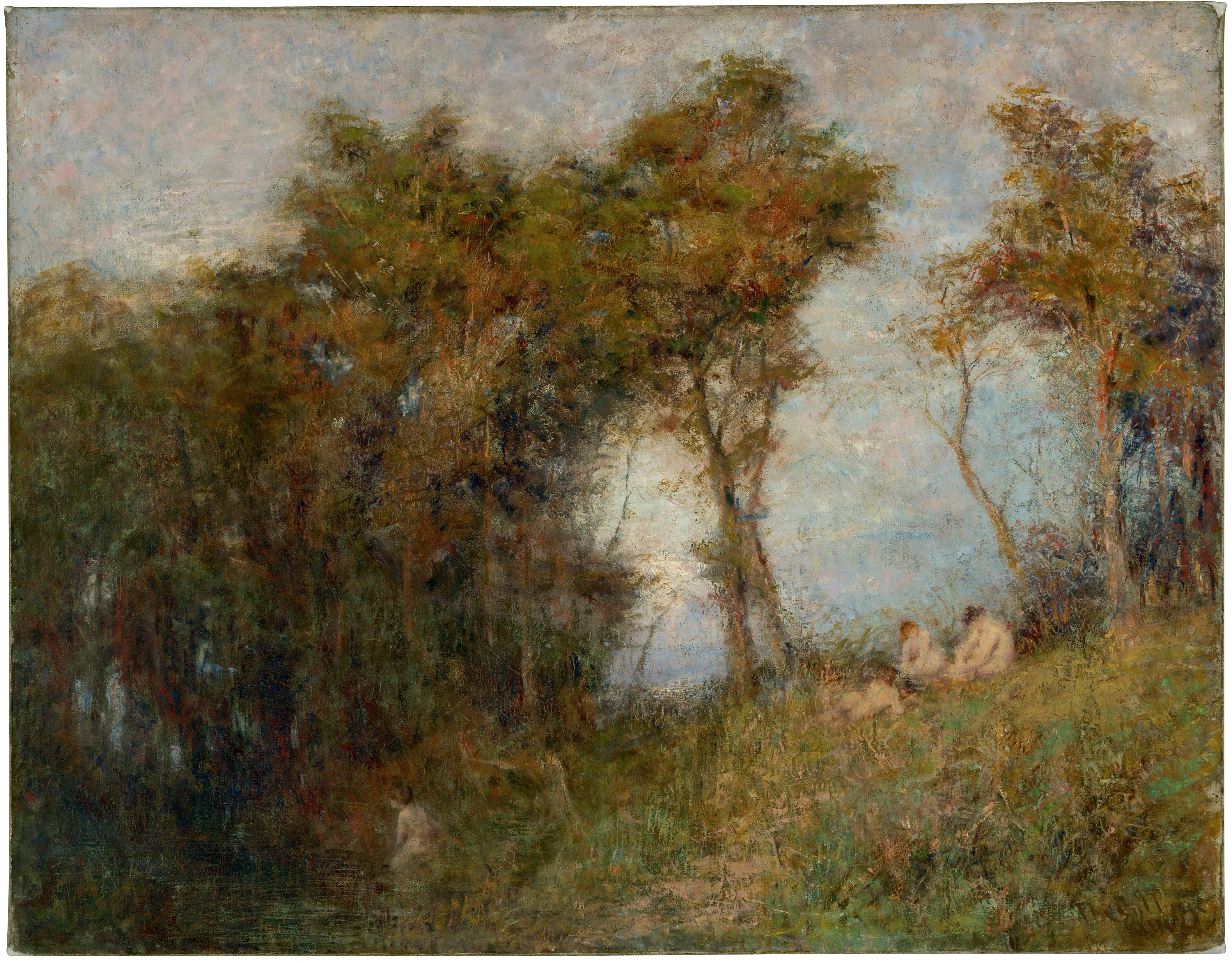
Afterglow (Summer Evening), 1912